# ایگناتسیو فرونتی
ایگناتسیو فرونتی (ایتالیایی: Ignazio Ferronetti؛ ‏ ۱۵ اکتبر ۱۹۰۸ – ۲۵ آوریل ۱۹۸۴) کارگردان فیلم، فیلم‌نامه‌نویس و تدوین‌گر اهل ایتالیا بود.
از فیلم‌ها یا مجموعه‌های تلویزیونی که وی در آن‌ها نقش داشته است، می‌توان به پالیو، رستاخیز و ۱۸۶۰ اشاره نمود.